# Канзафарова
Канзафарова — деревня в Кунашакском районе Челябинской области. Входит в состав Кунашакского сельского поселения.
На карте Исетской провинции (1742) на месте современной деревни обозначены башкирской юрты.

## География
Расположена в центральной части района, на юго-западном берегу озера Уелги. Расстояние до районного центра, Кунашака, 8 км.

## Население
| 2002 | 2010 |
| ---- | ---- |
| 152  | ↘147 |

(в 1970 — 202, в 1995 — 209)

## Улицы
- 1 Мая улица
- Молодежная улица
- Озерная улица
- Центральная улица
- Территория Щебеночный карьер

## Достопримечательности
• Памятник Шарифе Тимиргалиной